# Aartsbisdom Cincinnati
Het aartsbisdom Cincinnati (Latijn: Archidioecesis Cincinnatensis; Engels: Archdiocese of Cincinnati) is een metropolitaan aartsbisdom van de Rooms-Katholieke Kerk in de Amerikaanse staat Ohio die 19 county's in het zuidwesten van de staat omvat. De zetel van het aartsbisdom is in de stad Cincinnati. De aartsbisschop van Cincinnati is metropoliet van de kerkprovincie Cincinnati, waartoe ook de suffragane bisdommen Cleveland, Columbus, Steubenville, Toledo en Youngstown behoren.

## Geschiedenis
Op 19 juni 1821 richtte paus Pius VII het bisdom Cincinnati op als afsplitsing van het bisdom Bardstown. Het was suffragaan aan het aartsbisdom Baltimore. Op 8 maart 1833 werd een deel van het grondgebied afgestaan voor de oprichting van het bisdom Detroit. Op 23 april 1847 werd opnieuw een deel van het grondgebied afgestaan. Ditmaal voor de oprichting van het bisdom Cleveland. Op 19 juli 1850 werd Cincinnati tot aartsbisdom verheven. Hierna werd nog eenmaal gebied afgestaan voor de oprichting van het bisdom Columbus.

## Bisschoppen
- 1821–1832: Edward Dominic Fenwick OP
- 1833–1850: John Baptist Purcell (vervolgens aartsbisschop)

### Aartsbisschoppen
- 1850–1883: John Baptist Purcell
- 1883–1904: William Henry Elder
- 1904–1925: Henry Moeller
- 1925–1950: John Timothy McNicholas OP
- 1950–1969: Karl Joseph Alter
- 1969–1972: Paul Francis Leibold
- 1972–1982: Joseph Bernardin (vervolgens aartsbisschop van Chicago)
- 1982–2009: Daniel Edward Pilarczyk
- 2009-heden: Dennis Marion Schnurr

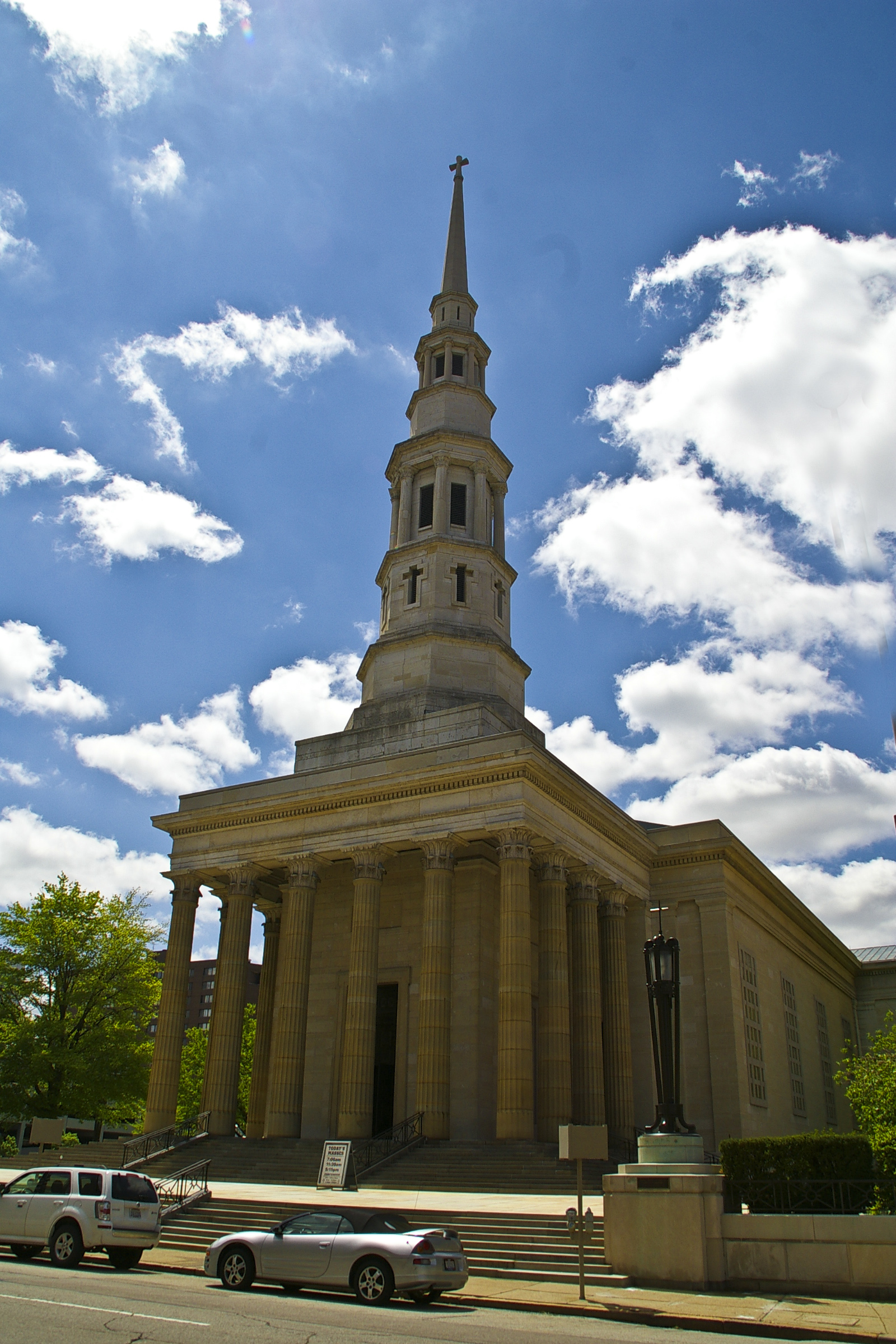
Sint-Petrus' Bandenkathedraal
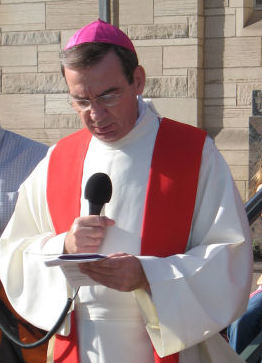
Aartsbisschop Dennis Marion Schnurr